# Kelly Brazier
Pour les articles homonymes, voir Brazier.

a Compétitions nationales et continentales officielles uniquement.

b Matchs officiels uniquement.
Dernière mise à jour le 10 avril 2024.
Kelly Brazier, née le 28 octobre 1989 à Dunedin (Nouvelle-Zélande), est une joueuse internationale néo-zélandaise de rugby à XV occupant les postes de demi d'ouverture, centre, ou d'arrière.
Avec les Black Ferns, elle remporte la Coupe du monde de rugby à XV , en 2010 et 2017.
Elle évolue également avec la sélection de Nouvelle-Zélande de rugby à sept, remportant deux éditions de la Coupe du monde, en 2013 et 2018. Elle remporte également une médaille d'argent lors du tournoi olympique des Jeux olympiques à Rio de Janeiro puis la médaille d'or aux Jeux olympiques d'été de 2020.

## Carrière
Elle a marqué un record de 10 essais et sept transformations avec son club.
Avec le club de l'Alhambra Union et sa coéquipière Carla Hohepa, elle participe en août 2010 au succès de son club sur les Pirates 43-0, l'Alhambra Union remporte alors un cinquième titre consécutif de championnat de Nouvelle-Zélande.
Elle débute en équipe nationale en novembre 2009 lors de la victoire 16-3 sur l'équipe d'Angleterre. Elle participe à deux des trois test-matchs de la tournée, s'inclinant 10-3 pour sa deuxième rencontre internationale.
Elle dispute la Coupe du monde féminine de rugby à XV 2010 où en cinq matchs (5 titularisations), elle inscrit quatre essais et marque quatorze transformations au pied, soit un total de 48 points. Lors du troisième match disputé contre l'équipe du pays de Galles, elle marque trois essais et est désignée meilleure joueuse de la rencontre. Elle remporte le titre de championne du monde près une victoire en finale face aux Anglaises sur le score de 13 à 10, rencontre où inscrit 8 points, deux pénalités et une transformation.
C'est en janvier 2013 qu'elle dispute son premier match avec les Blacks Ferns Sevens, l'équipe de Nouvelle-Zélande de rugby à sept, puis remporte la coupe du monde disputée à Moscou. Les Néo-Zélandaises s'imposent 29 à 12 face aux Canadiennes.
L'année suivante, elle retrouve la sélection de rugby à XV dans le but de conserver le titre mondial lors de la coupe du monde disputée en France. Les Black Ferns, qui étaient invaincues en coupe du monde depuis une défaite 23 ans plus tôt face aux États-Unis, sont battues lors de phase de poule par l' Irlande sur le score de 17 à 14, avec trois pénalités de Kelly Brazier, ce qui prive les Néo-Zélandaises de la phase finale à quatre. Elles remportent ensuite deux matchs de classement pour terminer cinquième.
Avec les Blacks Ferns Sevens, elle participe au tournoi olympique des Jeux olympiques à Rio de Janeiro, première édition où le rugby à sept figure au programme des Jeux. La finale est remportée par les Australiennes qui s'imposent sur le score de 24 à 17. L'année suivante, elle remporte les World Rugby Women's Sevens Series, bien que ne participant aux deux dernières étapes, au Canada et en France, pour préparer la coupe du monde de rugby à XV, décision également prise par ses coéquipières Sarah Goss et Portia Woodman. Lors de celle-ci, les Néo-Zélandaises s'imposent en finale face aux Anglaises : après une première mi-temps atteinte sur le score de 17 à 7 en faveur des Anglaises, les Néo-Zélandaises s'imposent finalement 41 à 32. Lors de cette compétition, Kelly Brazier inscrit 17 points, 3 essais dont un lors de la demi-finale gagnée 45 – 12 face aux États-Unis.
Kelly Brazier retrouve de nouveau la sélection de rugby à sept. Lors des Jeux du Commonwealth 2018 disputé à Gold Coast en Australie, les Néo-Zélandaises affrontent l'Australie. Les Blacks Ferns s'imposent lors de la prolongation sur le score de 17 à 12, Woodman et Michaela Blyde inscrivant chacune un essai avant que les Australiennes Cherry et Green permettent à leur équipe d'égaliser. C'est finalement un dernier essai de Kelly Brazier qui offre le titre à son équipe. Les Australiennes  remportent les World Rugby Women's Sevens Series. Lors de la coupe du monde disputée à San Francisco, les Néo-Zélandaises battent les Américaines en demi-finale, puis remportent le titre mondial en battant l'équipe de France sur le score de 27 à 0.
Elle joue également au football en compagnie de sa mère pour le club de Roslyn-Wakari. Elle poursuit des études à l'École polytechnique d'Otago.

## Vie privée
Ouvertement lesbienne, Kelly Brazier accueille son premier enfant avec sa femme Tahlia en février 2020.

## Statistiques en équipe nationale
- 41 sélections en équipe de Nouvelle-Zélande de 2009 à 2021.
- 180 points